# Světlá pod Ještědem
Světlá pod Ještědem (podještědským nářečím Sjetlá, německy Swetla) je vesnice a spolu s dalšími 7 vesnicemi též obec na severu Česka, v okrese Liberec, v Libereckém kraji. Leží asi 7 km jihozápadně od Liberce, 2 km jižně od vrcholu Ještědu v Ještědsko-kozákovském hřbetu. Světlá je patrně nejznámější obcí Podještědí, je známá hlavně jako místo pobytu Karolíny Světlé. V této obci je mateřská a první stupeň základní školy. Žije zde 983 obyvatel.

## Historie
Světlá je jednou z nejstarších obcí regionu, první písemná zmínka o tržní vsi Světlá se objevuje již roku 1291. V soupisu farností hradišťského děkanátu se objevuje ale až roku 1359, tento záznam je také považován za první určitou písemnou zmínku o vsi.

## Části obce
- Dolení Paseky
- Hodky
- Hoření Paseky
- Jiříčkov
- Křižany (pouze malá osada, nikoliv celá sousední samostatná obec Křižany)
- Rozstání
- Světlá pod Ještědem
- Vesec

## Zajímavosti a pamětihodnosti

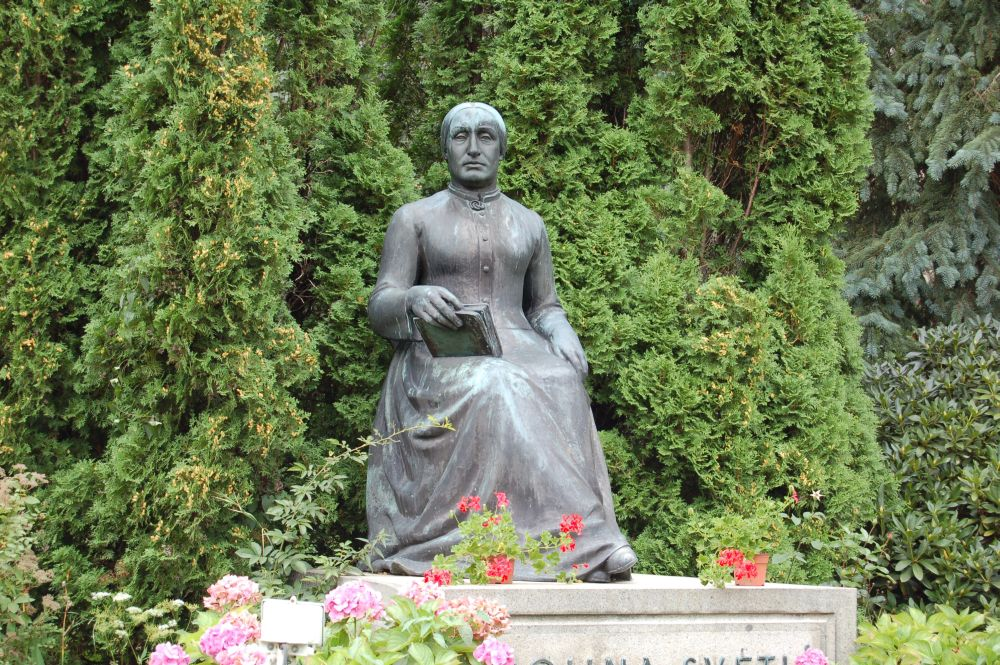
Pomník K. Světlé

- Zděný kostel sv. Mikuláše pochází z roku 1643, roku 1730 na něm proběhla barokní přestavba během které byla přistavěna také cibulovitá věž. Kostel vyhořel roku 1899, během požáru se mimo jiné roztavil středověký kostelní zvon.
- Obec do poválečného vysídlení německého obyvatelstva tvořila český jazykový ostrov obklopený německým okolím.
- Před kostelem byl roku 1931 odhalen pomník Karolíny Světlé od sochaře J. Bílka. Pomník byl v r.1939 nařízením okupačních úřadů určen k sešrotování. Péčí vlasteneckých občanů byl ale během války uschován a v r. 1945 opět instalován na původním místě (Podještědí v Hitlerově třetí říši; Tomáš Edel).
- Antošův statek (dnešní hostinec U Richtrů) z roku 1835 je dějištěm Vesnického románu Karolíny Světlé. Spisovatelka zde žila v letech 1853–1865 se svým manželem Petrem Mužákem (který se v obci r. 1821 narodil)[4] a místní reálie zapracovávala do svých románů.
- Kříž u potoka na pomezí Rozstání a Doleních Pasek, dějiště stejnojmenného románu Karolíny Světlé.
- Lom Basa v obci Padouchov známý hojným výskytem netopýrů.
- Mazova horka a Skalákovna, severní konec Čertovy zdi
- Přírodní památka Terasy Ještědu, pozůstatky mrazového zvětrávání

## Osobnosti
Narodili se zde mimo jiné:
- Petr Mužák (1821-1892), pražský středoškolský profesor, manžel spisovatelky Karoliny Světlé[4]
- Alois Bulíř (1838-1899), architekt, ředitel městského stavebního úřadu v Praze[5]
- Karel Bulíř (1840-1917), pražský učitel, autor učebnic a knih pro mládež, organizátor učňovského školství a učitelských spolků,[6] bratr Aloise[7]

## Fotogalerie

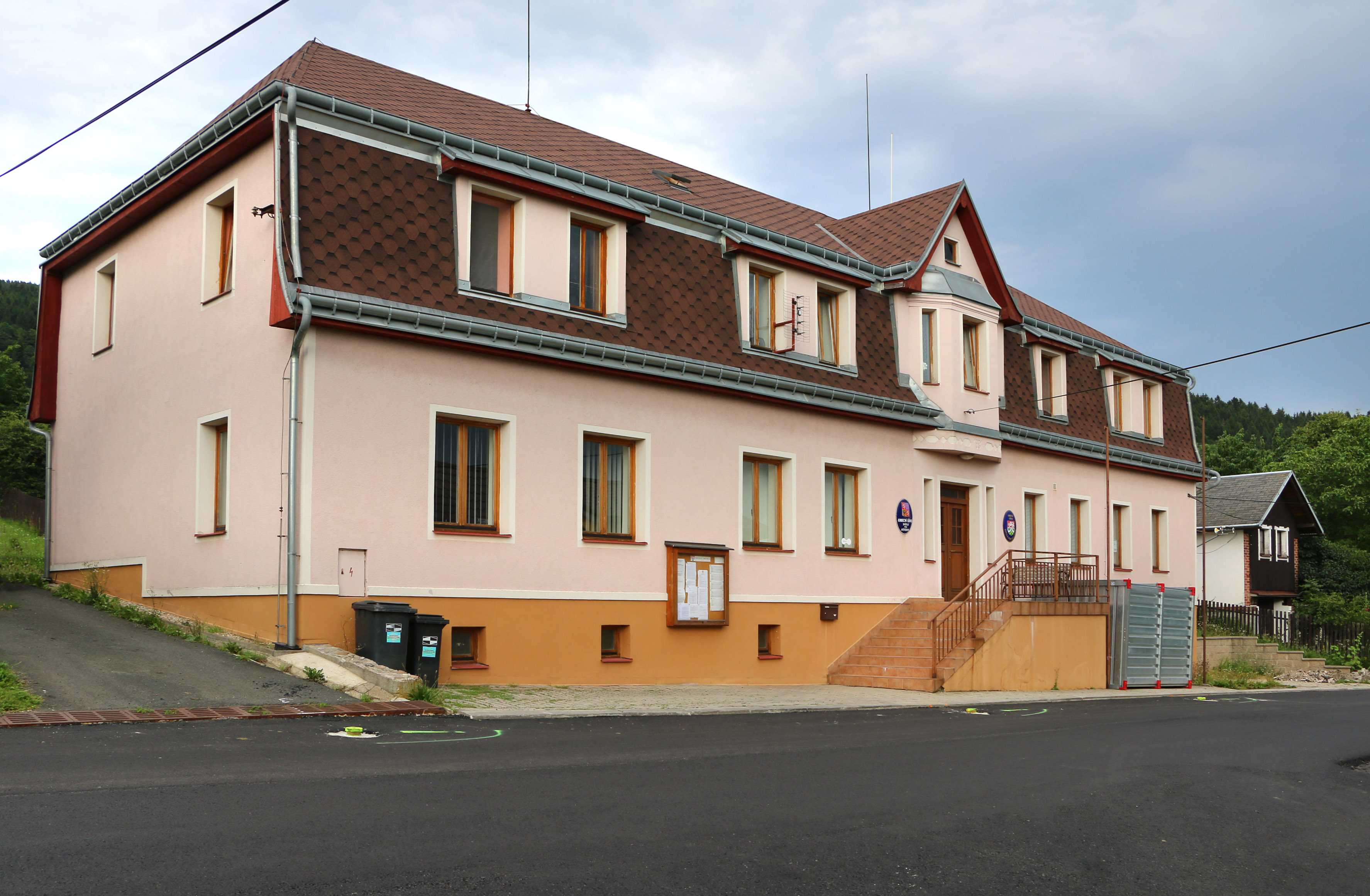
Obecní úřad
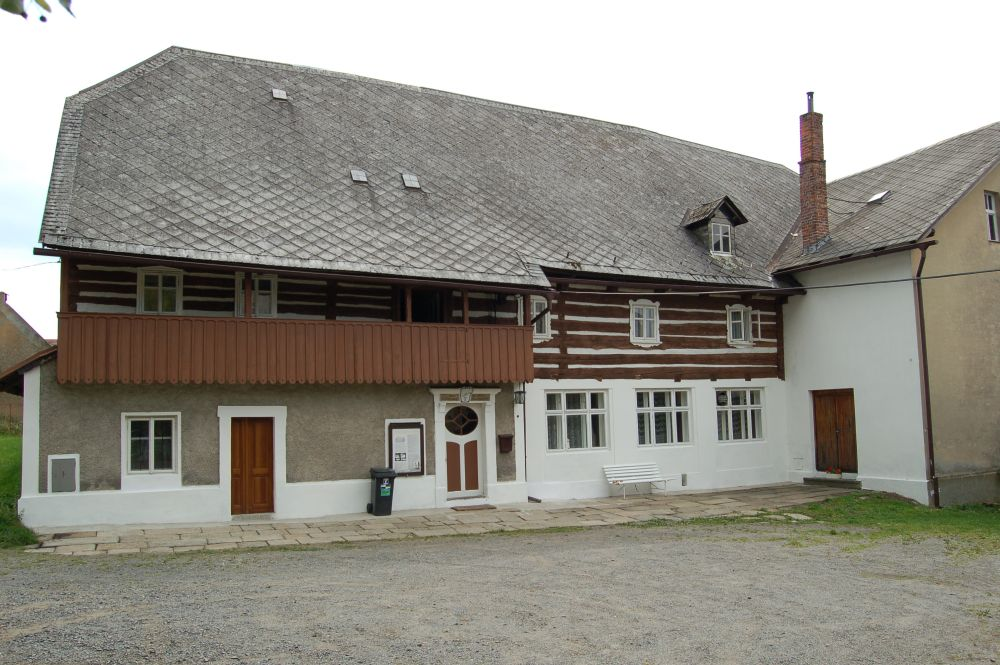
Antošův statek – U Richtrů
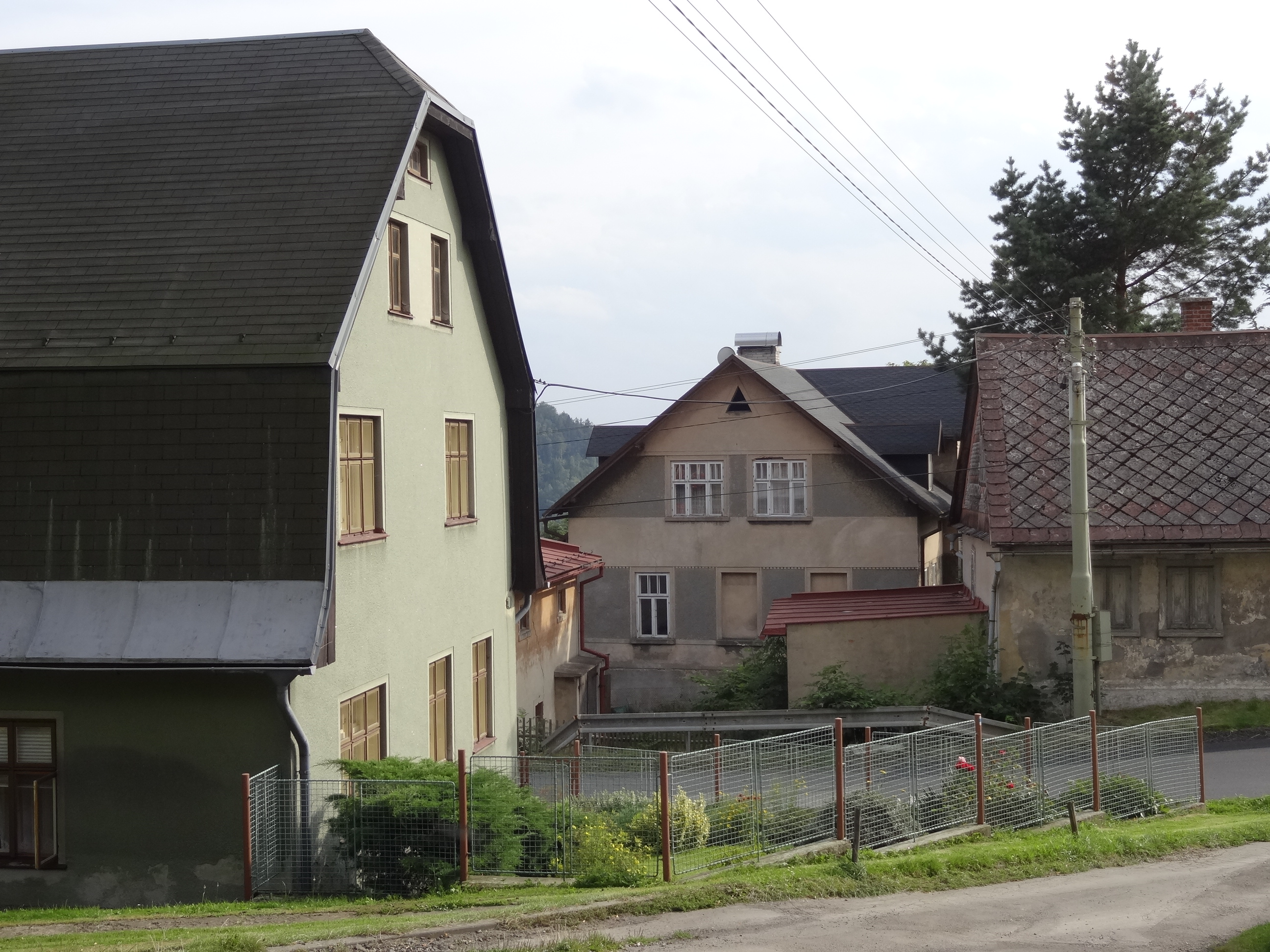
Chalupy ve Světlé